# Fédération internationale de bowling
 (janvier 2025).
- Si vous ne connaissez pas le sujet, laissez ce bandeau (vous pouvez alors contacter les auteurs).
- Si vous supprimez le contenu mis en cause (vous pouvez préalablement contacter les auteurs),

argumentez précisément cette suppression dans la page de discussion
(un manque de référence n'est pas un argument ; une recherche réelle de référence doit avoir été effectuée, être formellement documentée).
 (janvier 2025).
La mise en forme du texte ne suit pas les recommandations de Wikipédia : il faut le « wikifier ».
Les points d'amélioration suivants sont les cas les plus fréquents :
- Les titres sont pré-formatés par le logiciel. Ils ne sont ni en capitales, ni en gras.
- Le texte ne doit pas être écrit en capitales (les noms de famille non plus), ni en gras, ni en italique, ni en « petit »…
- Le gras n'est utilisé que pour surligner le titre de l'article dans l'introduction, une seule fois.
- L'italique est rarement utilisé : mots en langue étrangère, titres d'œuvres, noms de bateaux, etc.
- Les citations ne sont pas en italique mais en corps de texte normal. Elles sont entourées par des guillemets français : « et ».
- Les listes à puces sont à éviter, des paragraphes rédigés étant largement préférés. Les tableaux sont à réserver à la présentation de données structurées (résultats, etc.).
- Les appels de note de bas de page (petits chiffres en exposant, introduits par l'outil «  Source ») sont à placer entre la fin de phrase et le point final[comme ça].
- Les liens internes (vers d'autres articles de Wikipédia) sont à choisir avec parcimonie. Créez des liens vers des articles approfondissant le sujet. Les termes génériques sans rapport avec le sujet sont à éviter, ainsi que les répétitions de liens vers un même terme.
- Les liens externes sont à placer uniquement dans une section « Liens externes », à la fin de l'article. Ces liens sont à choisir avec parcimonie suivant les règles définies. Si un lien sert de source à l'article, son insertion dans le texte est à faire par les notes de bas de page.
- La présentation des références doit suivre les conventions bibliographiques. Il est recommandé d'utiliser les modèles {{Ouvrage}}, {{Chapitre}}, {{Article}}, {{Lien web}} et/ou {{Bibliographie}}. Le mode d'édition visuel peut mettre en forme automatiquement les références.
- Insérer une infobox (cadre d'informations à droite) n'est pas obligatoire pour parachever la mise en page.

Pour une aide détaillée, merci de consulter Aide:Wikification.
Si vous pensez que ces points ont été résolus, vous pouvez retirer ce bandeau et améliorer la mise en forme d'un autre article.

Ancien logo

La Fédération internationale de bowling (en anglais International Bowling Federation), anciennement Fédération Internationale des Quilleurs puis World Bowling, est une association sportive internationale qui fédère les fédérations nationales de bowling.
L'IBF est affiliée à l'Association générale des fédérations internationales de sports et à l'Association des fédérations internationales de sports reconnues par le Comité international olympique.
Elle est responsable du classement mondial des équipes nationales, de la définition des règles officielles et de l'organisation de compétitions internationales majeures.

## Associations membres
L'IBF est divisé en cinq zones continentales. Les zones Afrique et Océanie sont nouvellement constituées et sont en phase de transition.
Le nombre de fédérations atteint 115 membres en 2018.
| 1952 |  | 5 |  |

| 1954 |  | 15 |  |

| 1959 |  | 17 |  |

| 1961 |  | 32 |  |

| 1969 |  | 41 |  |

| 1975 |  | 52 |  |

| 1981 |  | 64 |  |

| 1987 |  | 73 |  |

| 1991 |  | 79 |  |

| 1995 |  | 89 |  |

| 2007 |  | 134 |  |

| 2010 |  | 141 |  |

| Pays                        | Fédération nationale                                                          | Nombre de licenciés | Nombre de bowling | Zone   |
| --------------------------- | ----------------------------------------------------------------------------- | ------------------- | ----------------- | ------ |
| Afghanistan                 | Afghanistan Bowling Federation                                                |                     |                   | ABF    |
| Afrique du Sud              | South Africa Tenpin Bowling Association                                       | 384                 | 16                | ETBF   |
| Allemagne                   | German Bowling Federation                                                     | 11 484              | 711               | ETBF   |
| Angleterre                  | British Tenpin Bowling Association                                            | 5 700               | 57                | ETBF   |
| Arabie saoudite             | Saudi Bowling Federation                                                      | 195                 | 24                | ABF    |
| Argentine                   | Argentina Bowling Association                                                 | 700                 | 20                | PABCON |
| Aruba                       | Aruba Bowling Association                                                     | 141                 | 2                 | PABCON |
| Australie                   | Tenpin Australia Bowling                                                      | 22 684              | 160               | ABF    |
| Autriche                    | Austria Tenpin Bowling Association                                            | 1 158               | 15                | ETBF   |
| Azerbaïdjan                 | Azerbaijan Bowling Federation                                                 |                     | 20                | ETBF   |
| Bahamas                     | Bahamas Bowling Federation                                                    | 260                 | 1                 | PABCON |
| Bahreïn                     | Bahrain Bowling Association                                                   |                     |                   | ABF    |
| Belgique                    | Belgian Tenpin Bowling Federation                                             | 2 944               | 63                | ETBF   |
| Bermudes                    | Bermuda Bowling Federation                                                    | 727                 | 2                 | PABCON |
| Biélorussie                 | Belarussian Bowling Federation                                                | 22                  | 20                | ETBF   |
| Bolivie                     | Bolivia Bowling Federation                                                    | 176                 | 4                 | PABCON |
| Brésil                      | Brasilian Bowling Federation                                                  | 480                 | 296               | PABCON |
| Brunei                      | Brunei Tenpin Bowling Congress                                                | 218                 | 3                 | ABF    |
| Bulgarie                    | Bulgarian Bowling Federation                                                  | 141                 | 7                 | ETBF   |
| Canada                      | Canadian Tenpin Federation Inc                                                | 25 316              | 200               | PABCON |
| Catalogne                   | Catalan Bowling Federation                                                    | 1 538               | 10                | ETBF   |
| Chili                       | Chile Bowling Federation                                                      | 139                 | 10                | PABCON |
| Chine                       | Chinese Bowling Association                                                   | 686                 | 40                | ABF    |
| Chypre                      | Cyprus Bowling Federation                                                     | 710                 | 4                 | ETBF   |
| Colombie                    | Colombia Bowling Federation                                                   | 300                 | 50                | PABCON |
| Corée du Nord               | DPR Korea Bowling Association                                                 | 125                 | 2                 | ABF    |
| Corée du Sud                | Korea Bowling Congress                                                        | 2 822               | 200               | ABF    |
| Costa Rica                  | Federacion Costarricense de Boliche                                           | 144                 | 4                 | PABCON |
| Croatie                     | Croatia Bowling Federation                                                    | 106                 | 3                 | ETBF   |
| Curaçao                     |                                                                               | 113                 | 1                 | PABCON |
| Danemark                    | Danish Bowling Federation                                                     | 4 172               | 65                | ETBF   |
| République dominicaine      | Dominican Republic Bowling Federation                                         | 245                 | 2                 | PABCON |
| Écosse                      | Scottish Tenpin Bowling Association                                           | 181                 | 5                 | ETBF   |
| Égypte                      | Egyptian Bowling Federation                                                   |                     |                   | ABF    |
| Émirats arabes unis         | United Arab Emirates Bowling Federation                                       | 330                 | 17                | ABF    |
| Équateur                    | Ecuador Bowling Federation                                                    | 250                 | 6                 | PABCON |
| Espagne                     | Spanish Bowling Federation                                                    | 561                 | 58                | ETBF   |
| Estonie                     | Estonian Bowling Association                                                  | 197                 | 25                | ETBF   |
| États-Unis                  | USBC                                                                          | 1 750 000           | 4 880             | PABCON |
| Finlande                    | Finnish Bowling Federation                                                    | 10 251              | 142               | ETBF   |
| France                      | France Tenpin Bowling Association                                             | 11 881              | 500               | ETBF   |
| Gibraltar                   | Gibraltar Bowling Federation                                                  | 180                 | 1                 | ETBF   |
| Grèce                       | Hellenic Bowling Federation(under umbrella of Hellenic Gymnastics Federation) | 1 010               | 22                | ETBF   |
| Guam                        | Guam Bowling Congress                                                         | 481                 | 4                 | ABF    |
| Guatemala                   | Guatemala Bowling Federation                                                  | 460                 | 5                 | PABCON |
| Honduras                    | Honduras Bowling Federation                                                   | 140                 | 2                 | PABCON |
| Hong Kong                   | Hong Kong Tenpin Bowling Congress                                             | 575                 | 7                 | ABF    |
| Hongrie                     | Hungarian Bowling Federation                                                  | 94                  | 15                | ETBF   |
| Inde                        | India Tenpin Bowling Federation                                               |                     |                   | ABF    |
| Indonésie                   | Persatuan Boling Indonesia                                                    | 2 950               | 25                | ABF    |
| Irak                        | Iraqi Bowling Federation                                                      | 115                 | 10                | ABF    |
| Iran                        | Iran Bowling & Billiard Federation                                            | 255                 | 21                | ABF    |
| Irlande du Nord             | Northern Ireland Tenpin Bowling Federation                                    | 36                  | 6                 | ETBF   |
| Irlande                     | Irish Tenpin Bowling Association                                              | 311                 | 34                | ETBF   |
| Islande                     | Icelandic Bowling Federation                                                  | 303                 | 3                 | ETBF   |
| Israël                      | Israel Bowling Federation                                                     | 600                 | 14                | ETBF   |
| Italie                      | Tenpin Bowling Association of Italy                                           | 3 202               | 234               | ETBF   |
| Japon                       | Japan Bowling Congress                                                        | 15 430              | 901               | ABF    |
| Jersey                      | Jersey Tenpin Bowling Association                                             | 43                  | 1                 | ETBF   |
| Jordanie                    | Jordan Bowling Federation                                                     | 151                 | 8                 | ABF    |
| Kazakhstan                  | Kazakhstan Bowling Federation                                                 | 46                  | 21                | ABF    |
| Kosovo                      | Kosovo Bowling Federation                                                     | 144                 | 7                 | ETBF   |
| Koweït                      | Kuwait Bowling Federation                                                     | 140                 | 16                | ABF    |
| Lettonie                    | Latvian Bowling Federation                                                    | 199                 | 19                | ETBF   |
| Lituanie                    | Lithuanian Bowling Federation                                                 | 271                 | 12                | ETBF   |
| Luxembourg                  | Luxembourg Tenpin Bowling Association                                         | 49                  | 3                 | ETBF   |
| Macao                       | Macao China Bowling Association                                               | 179                 | 4                 | ABF    |
| Malaisie                    | Malaysian Tenpin Bowling Congress                                             | 2 230               | 60                | ABF    |
| Malte                       | Malta Tenpin Bowling Association                                              | 199                 | 1                 | ETBF   |
| Îles Mariannes du Nord      | Saipan Bowling Association                                                    | 130                 | 2                 | ABF    |
| Mexique                     | Mexican Bowling Federation                                                    | 2 200               | 20                | PABCON |
| Mongolie                    | Mongolian Bowling Association                                                 | 140                 | 2                 | ABF    |
| Népal                       | Nepal Bowling Association                                                     | 35                  | 8                 | ABF    |
| Norvège                     | Fédération de Norvège de bowling                                              | 3 821               | 96                | ETBF   |
| Nouvelle-Zélande            | Tenpin Bowling New Zealand Inc                                                | 1 995               | 31                | ABF    |
| Oman                        | Oman Bowling                                                                  |                     |                   | ABF    |
| Pérou                       | Peruvian Bowling Federation                                                   | 140                 | 7                 | PABCON |
| Pakistan                    | Pakistan Tenpin Bowling Federation                                            | 323                 | 30                | ABF    |
| Panama                      | Panama Bowling Federation                                                     | 250                 | 4                 | PABCON |
| Paraguay                    | Paraguay Bowling Federation                                                   | 10                  | 1                 | PABCON |
| Pays de Galles              | Tenpin Bowling Association of Wales (en)                                      | 103                 | 7                 | ETBF   |
| Pays-Bas                    | Netherlands Bowling Federation                                                | 9 140               | 97                | ETBF   |
| Philippines                 | Philippine Bowling Federation Inc.                                            | 1 668               | 30                | ABF    |
| Pologne                     | Polish Ninepin and Tenpin Association                                         | 420                 | 40                | ETBF   |
| Porto Rico                  | Puerto Rico Bowling Federation                                                | 425                 | 8                 | PABCON |
| Portugal                    | Portugal Bowling Federation                                                   | 43                  | 19                | ETBF   |
| Qatar                       | Qatar Bowling Federation                                                      | 153                 | 5                 | ABF    |
| Roumanie                    | Romanian Bowling Federation                                                   | 203                 | 10                | ETBF   |
| Russie                      | Russian Bowling Federation                                                    | 970                 | 601               | ETBF   |
| Saint-Marin                 | San Marino Bowling Association                                                | 49                  | 1                 | ETBF   |
| Salvador                    |                                                                               | 131                 | 2                 | PABCON |
| Serbie                      | Serbian Bowling Federation                                                    | 155                 | 8                 | ETBF   |
| Singapour                   | Singapore Bowling Federation                                                  | 1 430               | 31                | ABF    |
| Slovénie                    | Slovenian Bowling Federation                                                  | 272                 | 10                | ETBF   |
| Slovaquie                   | Slovak Bowling Federation                                                     | 970                 | 12                | ETBF   |
| Suède                       | Swedish Bowling Federation                                                    | 16 084              | 240               | ETBF   |
| Suisse                      | Swiss Bowling Federation                                                      | 746                 | 58                | ETBF   |
| Syrie                       | Syrian Arab Billiards Sports and Bowling Federation                           |                     |                   | ABF    |
| République tchèque          | Czech Bowling Association                                                     | 4 959               | 19                | ETBF   |
| Taïwan                      | Chinese Taipei Bowling Association                                            | 1 400               | 54                | ABF    |
| Thaïlande                   | Thai Tenpin Bowling Association                                               | 595                 | 20                | ABF    |
| Tunisie                     | Tunisia Bowling Team                                                          | 8                   | 13                | ABF    |
| Turkménistan                | Turkmenistan Bowling Federation                                               | 16                  | 5                 | ABF    |
| Turquie                     | Turkish Bocce Bowling Darts Federation                                        | 1 011               | 120               | ETBF   |
| Ukraine                     | Ukraine Sports Tenpin Bowling Federation                                      | 99                  | 19                | ETBF   |
| Uruguay                     | Uruguay Bowling Association                                                   | 110                 | 4                 | PABCON |
| Ouzbékistan                 | Uzbekistan Pin Sport Federation                                               | 50                  | 12                | ABF    |
| Venezuela                   | Venezuela Bowling Federation                                                  | 750                 | 10                | PABCON |
| Îles Vierges des États-Unis | Virgin Island Bowling Federation                                              | 52                  | 2                 | PABCON |
| Viêt Nam                    | Hochiminh Bowling Federation/ Vietnam                                         | 150                 | 5                 | ABF    |